# Шепелев, Николай Гаврилович
Николай Гаврилович Шепелев (15 декабря 1909 — 5 июля 1958) — советский военнослужащий, участник Великой Отечественной войны, Герой Советского Союза, стрелок 385-го стрелкового полка 112-й стрелковой дивизии 60-й армии Центрального фронта, красноармеец.

## Биография
Родился 15 декабря 1909 года в селе Урицкое в крестьянской семье. Русский. Окончил семь классов средней школы. Работал в селе Ивановка Баганского района Новосибирской области.
В 1942 году призван в ряды Красной Армии. В боях Великой Отечественной войны с октября 1942 года. Воевал на Центральном фронте.
Стрелок 385-го стрелкового полка комсомолец рядовой Н. Г. Шепелев отличился 1 октября 1943 года при отражении контратаки противника у села Ясногородка Вышгородского района Киевской области. Когда выбыл из строя командир роты, Н. Г. Шепелев взял командование ротой на себя. Контратаку противника удалось отбить.

Памятник на могиле Героя Советского Союза Николая Гавриловича Шепелева

Указом Президиума Верховного Совета СССР от 17 октября 1943 года за образцовое выполнение боевых заданий командования и проявленные при этом мужество и героизм рядовому Николаю Гавриловичу Шепелеву присвоено звание Героя Советского Союза с вручением ордена Ленина и медали «Золотая Звезда».
После окончания Великой Отечественной войны продолжал службу в армии. Младший лейтенант Н. Г. Шепелев скончался 5 июля 1958 года. Похоронен в Киеве на Шулявском кладбище.
Именем Героя названа улица в Киеве.

## Награды
- Герой Советского Союза (17 октября 1943, медаль «Золотая Звезда» № 1921)[2];
- орден Ленина (17 октября 1943);
- Медаль «За победу над Германией в Великой Отечественной войне 1941—1945 гг.» (25 августа 1945)[3].